# Chikhli
Chikhli é uma cidade  no distrito de Buldana, no estado indiano de Maharashtra.

## Geografia
Chikhli está localizada a 20° 21′ 02″ N, 76° 15′ 28″ L. Tem uma altitude média de 606 metros (1988 pés).

## Demografia
Segundo o censo de 2001, Chikhli tinha uma população de 48,414 habitantes. Os indivíduos do sexo masculino constituem 52% da população e os do sexo feminino 48%. Chikhli tem uma taxa de literacia de 74%, superior à média nacional de 59.5%; a literacia no sexo masculino é de 81% e no sexo feminino é de 67%. 13% da população está abaixo dos 6 anos de idade.